# Potir

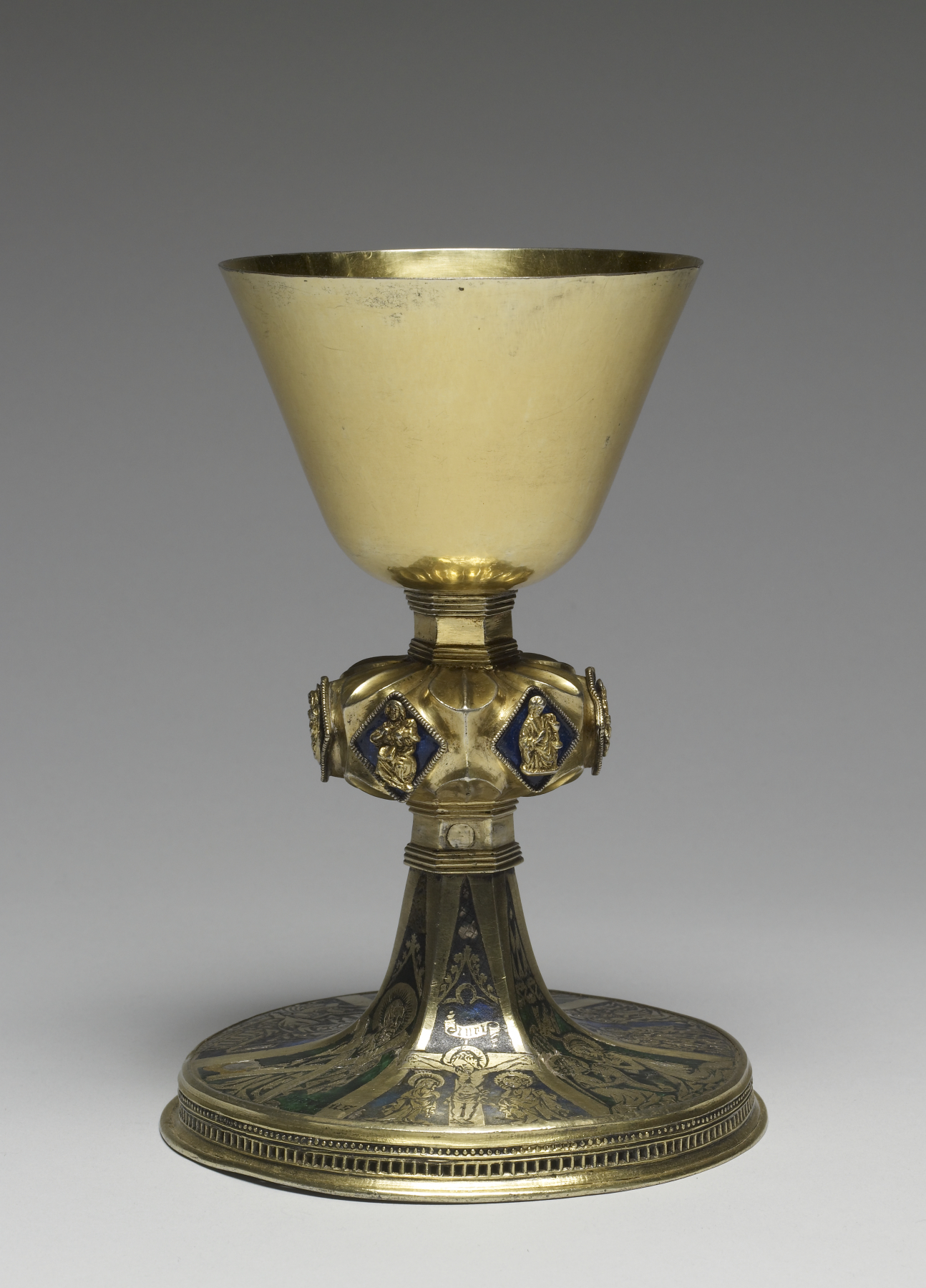
Potir din sec. al XIV-lea, cu cele trei elemente caracteristice: picior, nod (nodus) şi cupă (cuppa)

Potirul (din greacă Ποτήριο) este un vas liturgic din care este băut vinul euharistic. Denumirile din franceză calice, germană Kelch, engleză chalice respectiv italiană calice provin de la termenul latin calix, care a dat în română termenul botanic caliciu (cupa unei flori).
Folosite atât în ritul bizantin, cât și în cel latin, potirele respectiv realizarea lor au reprezentat un domeniu important al orfevrăriei medievale. În Transilvania se păstrează un mare număr de potire de epocă gotică. Remarcabile sunt potirele de secol al XIV-lea de la Șeica Mare, Cisnădioara și Hamba. În sec. al XV-lea cupele au rămas aproape neschimbate, în schimb realizarea suportului a devenit mai elaborată: talpa a devenit polilobă sau poligonală, piciorul tratat în fațete, iar nodul striat sau decorat cu butoni (potirele de la Marpod, Aldorf, Zagăr, Bundorf (Bunești), Prejmer etc.)
Cele mai vechi potire din Țara Românească datează din sec. al XVI-lea (potirul de la Bistrița-Vâlcea, 1563).
Numeroase piese, precum cele realizate de meșterul sibian Sebastian Hann (1644-1713), se găsesc la Muzeul Național de Artă al României și la Muzeul Național de Istorie din Budapesta.

## În iconografie
Potirul este atributul iconografic al Apostolului Ioan.